# Église Notre-Dame d'Ambrières-les-Vallées
L'église Notre-Dame, à Ambrières-les-Vallées, qui était encore entourée de son cimetière en 1840, est un édifice de la fin du XIe siècle qui présente une tour, un clocher et une lanterne sur le transept.

## Historique
La paroisse d'Ambrières possède encore deux églises du XIe siècle : l'église paroissiale dédiée au mystère de la Nativité de la Vierge et une chapelle qui se trouvait dans l'intérieur de la
ville haute et dont il ne reste plus que la crypte romane restaurée.
La foire de l'Angevine est un souvenir du vocable de l'église. La fabrique jouissait du droit de prévôté. La foire et assemblée de Saint-Michel sont également l'indice du culte spécial et très antique de l'Archange. Sainte Anne était la patronne de la chapelle annexée au XVIIIe siècle à l'hôpital, 1710.

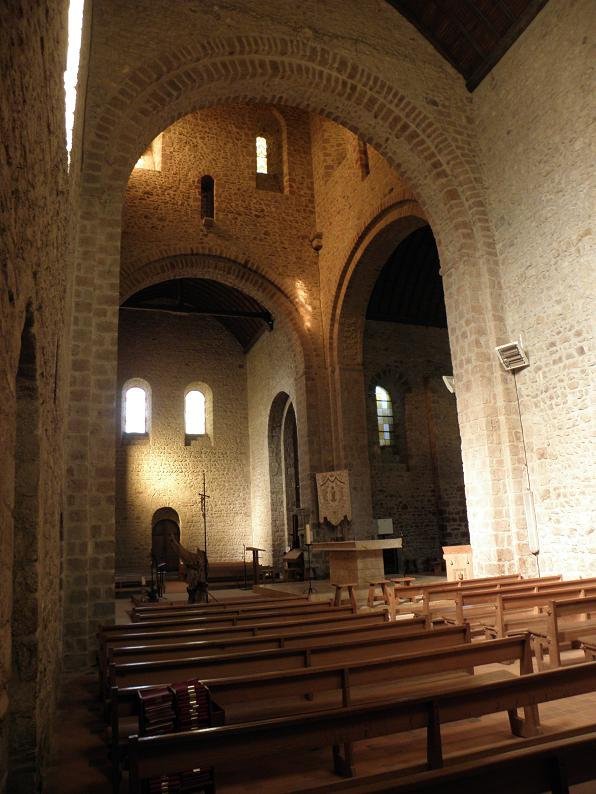
Transept de l'église Notre-Dame d'Ambrières.

Saint Auvé, ermite du VIe siècle, avait aussi sa fête à Ambrières au XIIe siècle. La paroisse était en 1120 le chef-lieu d'un doyenné qui correspondait au Passais manceau. Elle ne conserva pas ce titre ; le Passais normand et le Passais ne formèrent plus qu'un seul doyenné.
La confrérie du Rosaire est certainement antérieure à 1626, et même à 1606, époque où Julien Moreau fonde les messes du saint Nom de Jésus et de la Sainte Vierge. Le texte des commandements de Dieu, gravé dans la pierre en dix quatrains du XVe siècle ou du XVIe siècle, qu'on voit encore affiché à l'entrée du chœur, est l'indice d'un usage pieux qui dut être assez répandu car on rencontre le décalogue ainsi gravé dans diverses églises (Pommerieux). Commines l'avait fait reproduire, en abrégé, dans un distique latin, sur son tombeau.
Jacques-Claude Desnos, curé depuis 1767, et Joseph Deslandes, son vicaire, refusèrent le serment schismatique et se dévouèrent au péril de leur vie aux œuvres du ministère. Dans la nuit du 23 au 24 mars 1793, ils furent surpris chez Mlle de Romagné par les républicains. La cachette ne pouvait contenir qu'une personne. Le vicaire força son curé de s'y blottir. Lui, en revanche, fut saisi, blessé mortellement d'un coup de feu et achevé à coups de baïonnettes sur le pont. M. Desnos continua sans crainte son apostolat. Mathieu Chantel, aumônier de l'hôpital, subit toutes les rigueurs de la prison et y mourut à Rambouillet, le 14 janvier 1794.
Au moment de la séparation des Églises et de l'État en 1905, son inventaire devait se dérouler le 2 février 1906 mais lorsque le receveur d'enregistrement déclara à M. le Doyen "que sa dignité et ses sentiments lui faisaient un devoir de refuser le rôle qu'on lui imposait ", les gendarmes s'en retournèrent sans demander leur reste. Ils revinrent plus nombreux et avec un nouvel agent qui trouva les portes du sanctuaire fermées. Abandonnés là, les gendarmes finirent par s'éclipser. Le 16 mars, le peloton de gendarmerie renforcé de trois compagnies d'infanterie, assure la garde du sous-inspecteur d'enregistrement. Ce dernier, voyant ses propositions refusées " comme une lâcheté " par le Doyen, donne l'ordre de briser la petite porte. Devant une foule nombreuse, le grainetier est arrêté, menotté et emmené à Mayenne. À son retour, il sera honoré des hommages de la population.

## Intérieurs
Les voûtes apparentes et ses charpentes ont été restaurées après l'incendie de 1944, en 1949.

## Sources
- « Église Notre-Dame d'Ambrières-les-Vallées », dans Alphonse-Victor Angot et Ferdinand Gaugain, Dictionnaire historique, topographique et biographique de la Mayenne, Laval, A. Goupil, 1900-1910 [détail des éditions] (BNF 34106789, présentation en ligne)
- Abbé Angot, « Meduana Pia », dans La Semaine religieuse du diocèse de Laval, 3e année, no 43 (3 août 1907), p. 685-687.